# 稲村透
稲村 透（いなむら とおる、1979年9月13日 - ）は、日本の男性声優・ナレーター。埼玉県出身。2013年11月よりAZクリエイティブ・エージェントオフィス所属。

## 人物
- 声優の仕事を始めたきっかけは、高校時代に中学時代の友人と駅前で会って「俺今度小室哲哉のプロデュースでデビューするんだ！」という話を「すげぇ！」と信じてしまって「俺も何かやりたい！」と思って、興味のあった声優養成所の資料を取り寄せていたという[3]。その友人の話は9割9分8厘嘘だったという[3]。
- 来歴：聖学院大学人文学部欧米文化学科卒業[1]。勝田声優学院→81演技研究所→アミューズメントメディア総合学院→トリトリオフィス→CSRコーポレーション→TABプロダクション→フリー→AZクリエイティブ・エージェントオフィス[1]
- 制作団体「プロジェクト・ルナ」代表も務める。
- 趣味：わたせせいぞうのイラストを見ること、ウォーキング、野球観戦、マンガ収集、雑学本を読む[1]。

## 出演作品

### テレビアニメ
- 学園黙示録 HIGHSCHOOL OF THE DEAD（奴ら、男子生徒、拡声器の声、警官、シークレットサービス、門下生）
- キディ・ガーランド（マッチョ隊員B）
- 銀魂°（カップル男）
- 涼宮ハルヒの憂鬱（2009年版）（お面屋のおじさん）
- 東京マグニチュード8.0
- ピーチガール（男子生徒、男性、男子生徒達、客たち、サークルメンバー）
- 夢色パティシエール（司会者）
- Rio RainbowGate!（男A、男B、客D、客A、客B、漁師）
- Summer Pockets[4]

### OVA
- スクールランブル 三学期（警察官）
- 装甲騎兵ボトムズ Case;IRVINE

### ゲーム
- 押忍!闘え!応援団（鈴木）
- ナルキッソス（高原英治）PSP版
- 雷子（趙雲）
- Summer Pockets（2018年）
- Summer Pockets REFLECTION BLUE（2020年）

### 吹き替え
- セットアップ（ジョーイ）

### デジタルコミック
- ブラックジャックによろしく（2019年、出久根邦弥）
- 怪盗ルパン伝 アバンチュリエ（2021年、ロゼーヌ[5]）

### 舞台
- ことだま屋本舗EXステージvol.2『戦国新撰組』（2017年6月25日、山南敬助）
- ことだま屋本舗EXステージvol.3「ことだま屋×Z」（2018年3月17日 - 18日）
  - 『ヴァンパイア・サバイバー』（ギャビン）
  - 『サマーヒーロー』（山崎）
  - 『ア―ガンの巨神』（ナレーション）
- ことだま屋本舗EXステージvol.4『戦国新撰組-結-』（2018年6月24日、山南敬助）
- ことだま屋本舗EXステージvol.5「ことだま屋×Z PART2」（2018年9月15日 - 16日）
  - 『闇狩人Δ』（ヤクザ、駅アナウンス 他）
  - 『宇宙人プルカ』（ナレーション）
  - 『レオナルド危機一髪』（ビクター）
- ことだま屋本舗EXステージvol.7「ことだま屋×Z4」（2019年5月2日 - 6日）
  - 『闇狩人Δ』（二宮清貴）
  - 『宇宙人プルカ』
- ことだま屋本舗EXステージvol.8（2019年6月23日）
  - 『レオナルド危機一髪』（ビクター）
  - 『さんばか』（書店員）
- Hyo-eeN！vol.8「Listen/Library V」（2025年1月25日、シアターモリエール[6]）